# Alfredo Morales
Alfredo Morales (ur. 12 maja 1990 w Berlinie) – niemiecko-amerykański piłkarz pochodzenia peruwiańskiego, od 2025 grający w amerykańskim klubie St. Louis City. Reprezentował Stany Zjednoczone na arenie międzynarodowej w kadrach młodzieżowych i kadrze seniorskiej.

## Kariera

### Klubowa
Swoje pierwsze kroki stawiał w słynnym klubie Borussia Pankow, we wschodniej części Berlina. W listopadzie 2008 Morales rozegrał swój pierwszy mecz w drugiej drużynie Hertha BSC, w Regionallidze, w niemieckiej piłce nożnej.
W 2010 po raz pierwszy pojechał na letnie zgrupowanie graczy pierwszej drużyny, ale nie udało mu się przebić do pierwszego składu z powodu urazów Fanola Perdedaja i Rаffaela. Zadebiutował w pierwszym składzie Herty 5 grudnia 2010, w meczu 1860 Monachium, który Hertha Berlin przegrał 0-1.
17 maja 2013, Morales dołączył do FC Ingolstadt, podpisując z nimi dwuletni kontrakt. Następnie grał w Fortunie Düsseldorf (2018-2021) i w New York City FC (2021-2023). W 2024 został zawodnikiem San Jose Earthquakes.

### Międzynarodowa
Zadebiutował w kadrze 29 stycznia 2013, w towarzyskim meczu przeciwko Kanadzie, wychodząc na boisko w 75  minucie. Sergio Markarián, selekcjoner peruwiańskiej reprezentacji, wyraził zainteresowanie piłkarzem, jednak w wyścigu wyprzedziło go USA,  wystawiając go w składzie przeciwko Panamie, w Złotym Pucharze 2015.